# フライブルク市電GT4形電車
この項目では、かつてドイツ（西ドイツ）に存在した鉄道車両メーカーのエスリンゲン機械製造が開発した連接式路面電車車両のGT4形のうち、フライブルク・イム・ブライスガウの路面電車であるフライブルク市電に導入された車両について解説する。同路線には両運転台の新造車両と、シュトゥットガルト市電から譲渡された片運転台車両の2種類が存在した。

## 新造車両
フライブルク市電における連接車は、1950年代にラシュタット車両工場で製造された「スプートニク」と呼ばれる一連の車両（100 - 102）が最初の事例となった。だが、これらの車両は予備部品の節約を始めととする目的から旧型車両と同様の機器を有していた他、片運転台車両のため終端にループ線が存在する系統でしか使用することができなかった。また、以降の増備車両には収容力の増加も求められていた。これらの要望に基づき、更なる近代化を目的にエスリンゲン機械製造に発注したのがGT4形である。
GT4形は両運転台式の2車体連接車で、前述のとおり各車体にボギー台車が1基ずつ設置されている。この台車は車体の台枠とは別のサブフレームによって台車梁部でピン結合されている他、連接部分も同様にサブフレームにガイドピンで結合されている。これにより、フライブルク市電に多数存在する急曲線でも車体の張り出しが抑制され、安定した走行が可能である。また、主電動機もこのサブフレームに装架され、プロペラシャフトを用いて連接部寄りの車軸に動力が伝達される構造となっている。一方、同様の構造を有するシュトゥットガルト市電向け車両とは運転台・乗降扉の数に加え、制御方式（直接制御方式）や空気ブレーキの未搭載などの違いが存在する。

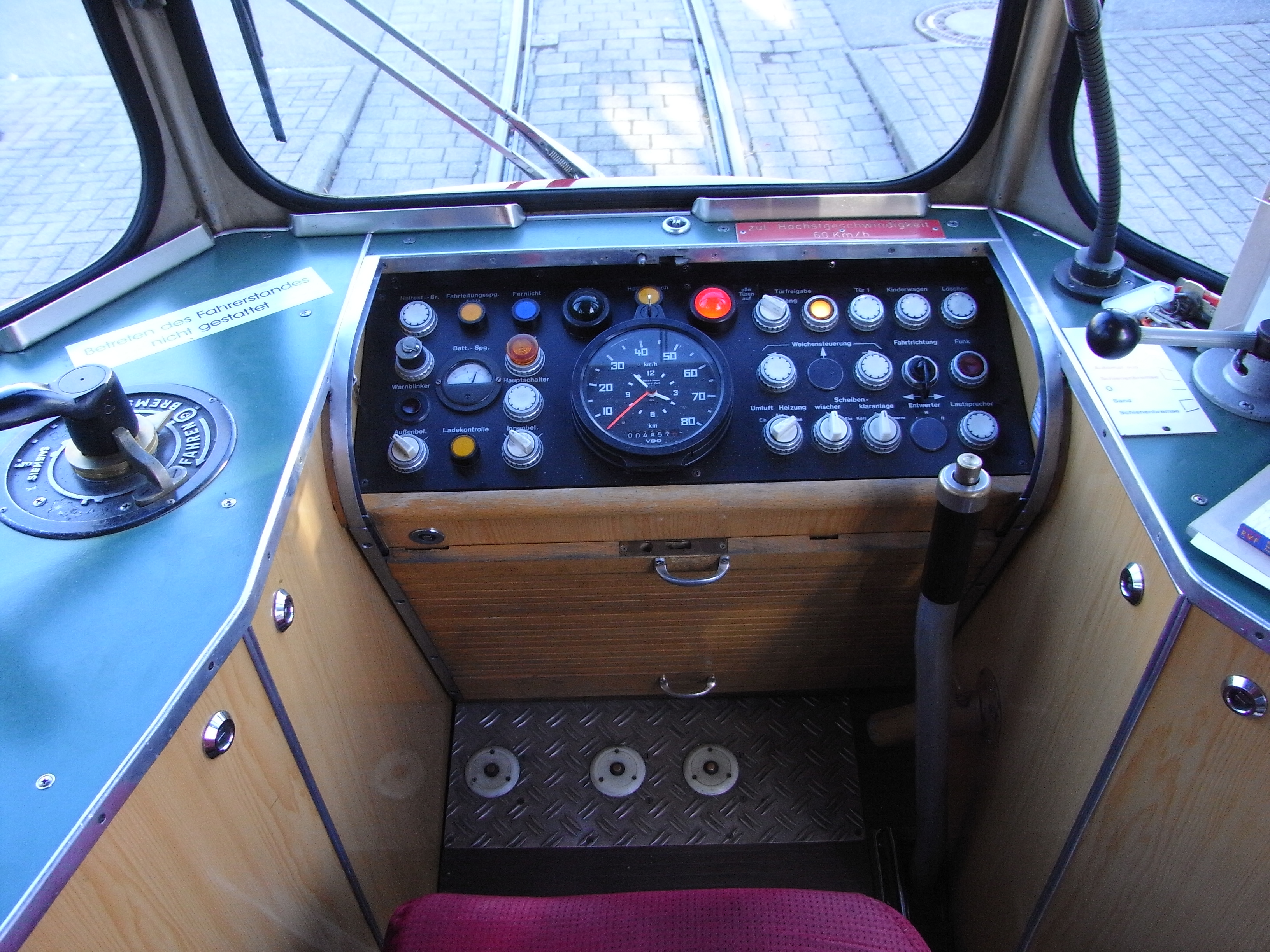
運転台

まず1963年に最初の車両となる1次車（103 - 108）が製造された。これらは当時車掌業務が存在していたために車掌台が設置されていたが、1966年に製造された2次車（109 - 113）は信用乗車方式への対応のため車掌台が撤去され、その分定員数が増加した。1次車についても同様の改造が施されている。これらの車両はエスリンゲン機械製造によって作られたが、同社がダイムラー・ベンツに吸収された事から、1967年から1968年に製造された3次車（115 - 118）と4次車（119 - 122）についてはラシュタット車両工場によるライセンス生産が実施された。これにより全19両が揃った結果、1920年代に製造され老朽化が進んでいたボギー車が置き換えられた。その後、他形式の番号変更などの都合により2両（109→114、103→109）の車両番号が変更された。

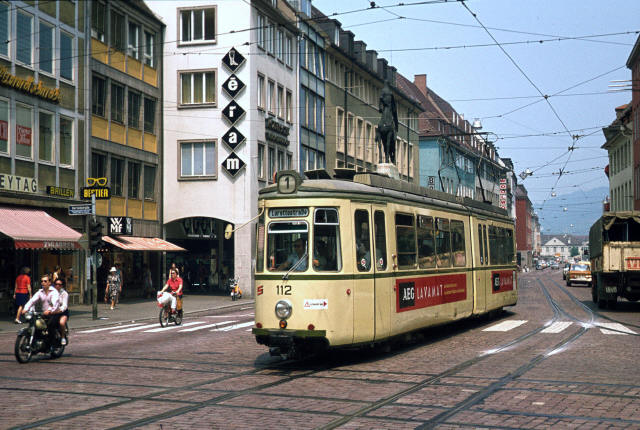
112（旧塗装） （1973年撮影）
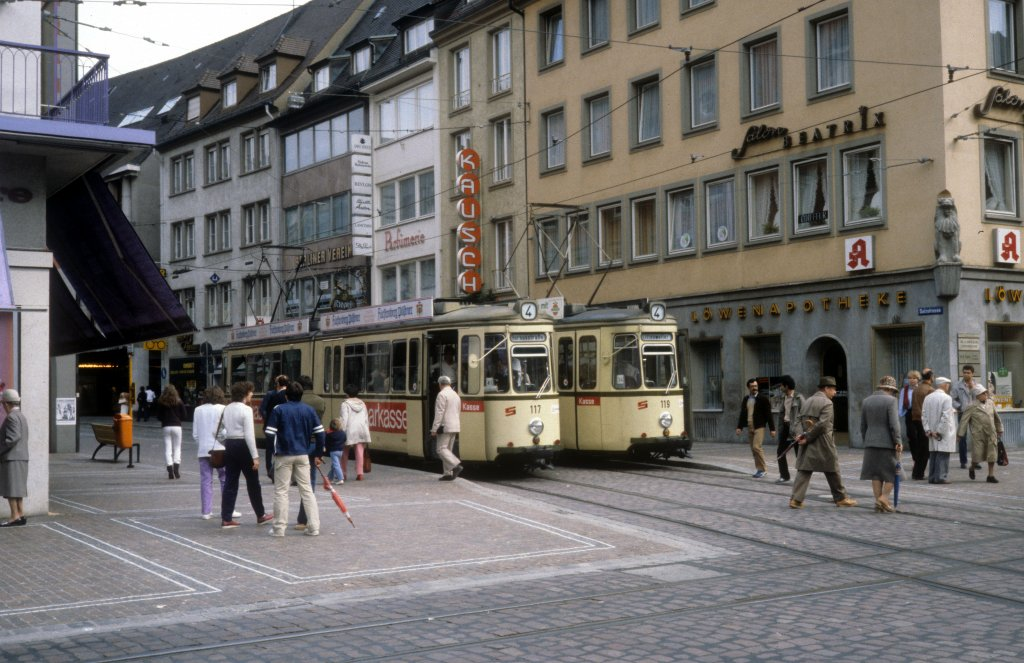
117（左）、119（右）（旧塗装） （1980年撮影）
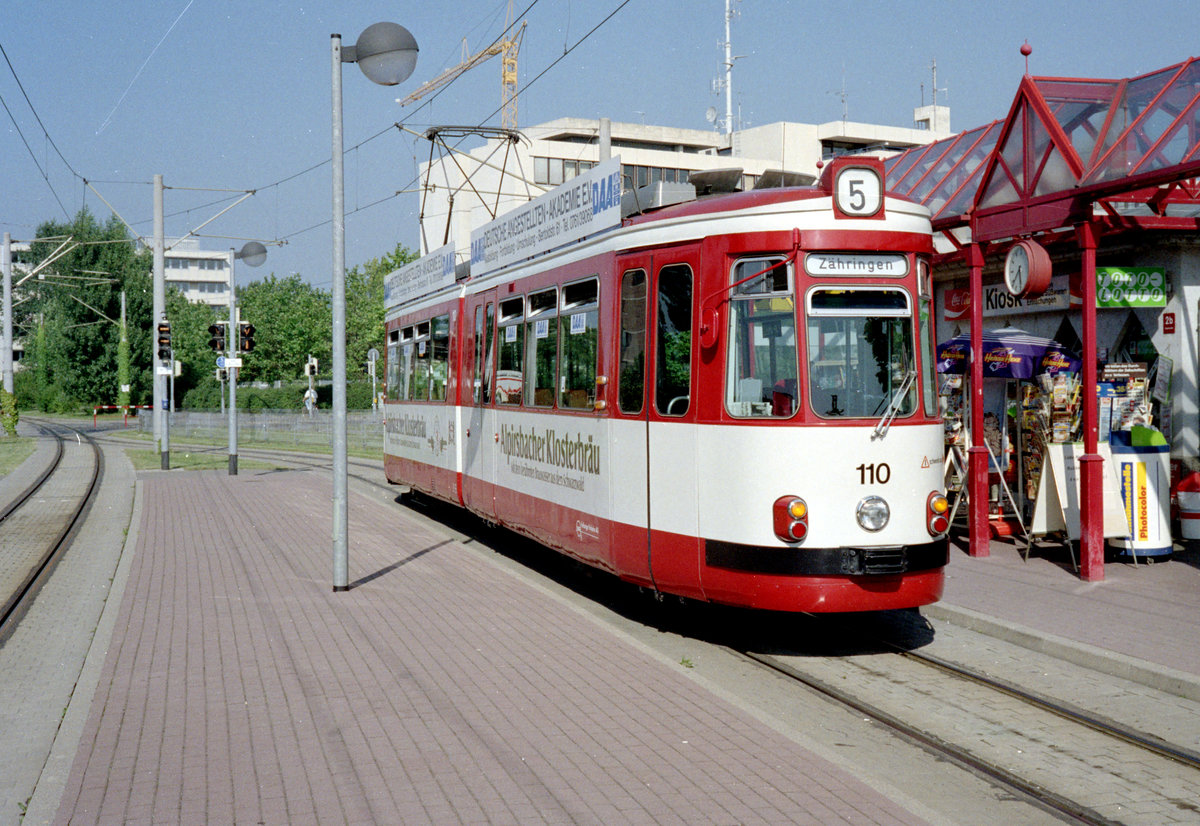
110（新塗装） （1990年撮影）

導入された車両はフライブルク市電の各系統で使用され、営業運転時には後方に付随車（2軸車）を連結する運用も実施されていたが、これは1981年までに廃止され連結器も撤去された。1985年からは従来のクリーム色に緑色の帯という旧塗装から白色と赤色を用いた新塗装への変更が行われたが、同年代以降はより収容力を増加させたGT8形への置き換えが進み、1990年代までに営業運転を離脱した。2023年現在、2両（107・109）がフライブルク路面電車友の会（Freunde der Freiburger Straßenbahn e.V.）によって保存され、後者は動態保存が実施されている。また、1両（121）は団体用車両（Partywagen）に改造され、引き続き使用されている。一方、それ以外の車両については以下の旧・東ドイツの路面電車への譲渡が実施されたが、2018年時点でほとんどが廃車・解体されている。
- ノルトハウゼン市電（ノルトハウゼン） - 7両（うち2両は部品取り用）
- ハルバーシュタット市電（ハルバーシュタット） - 6両
- ブランデンブルク市電（ブランデンブルク・アン・デア・ハーフェル） - 3両

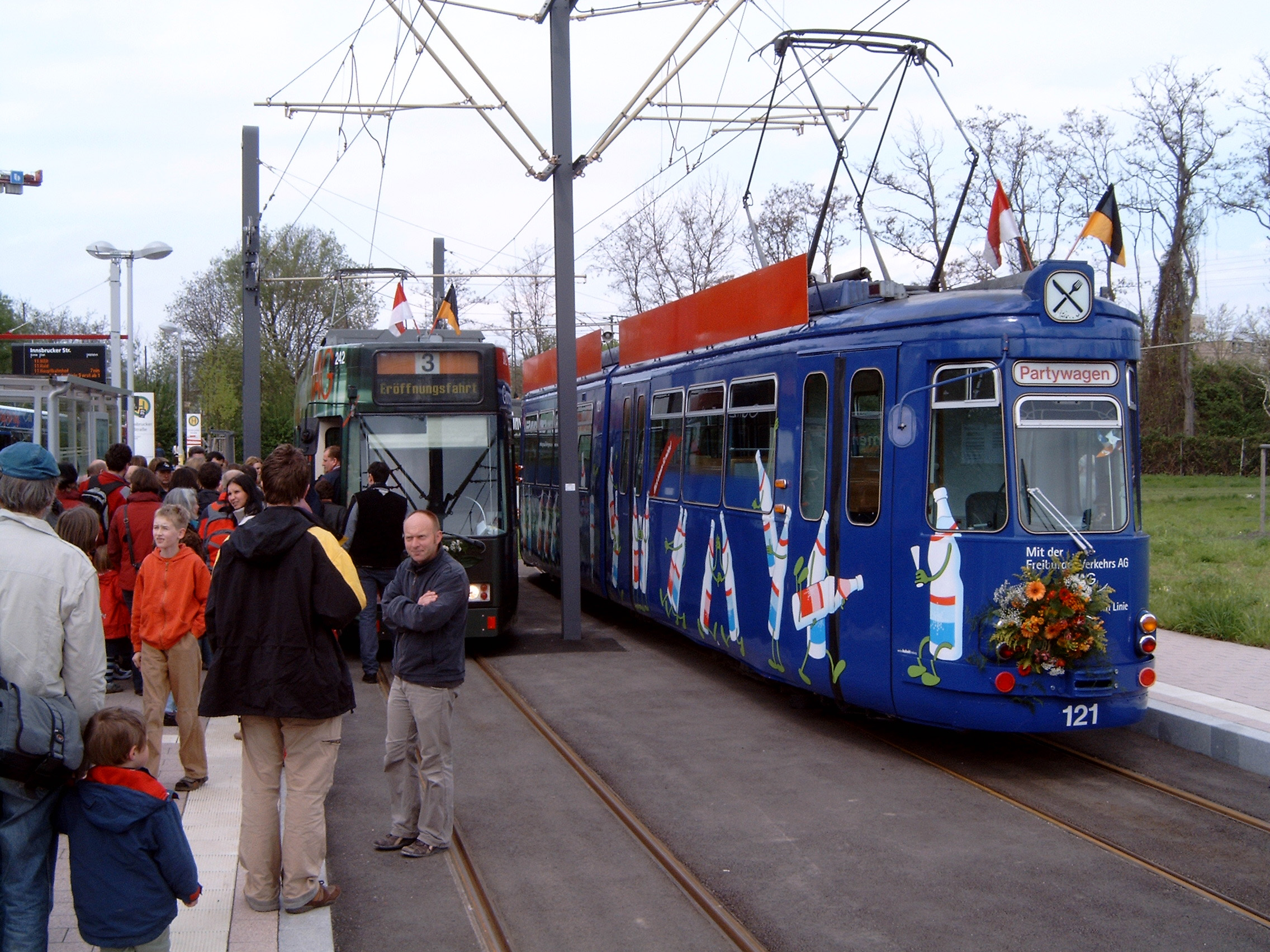
団体用車両に改造された121（右）（2006年撮影）
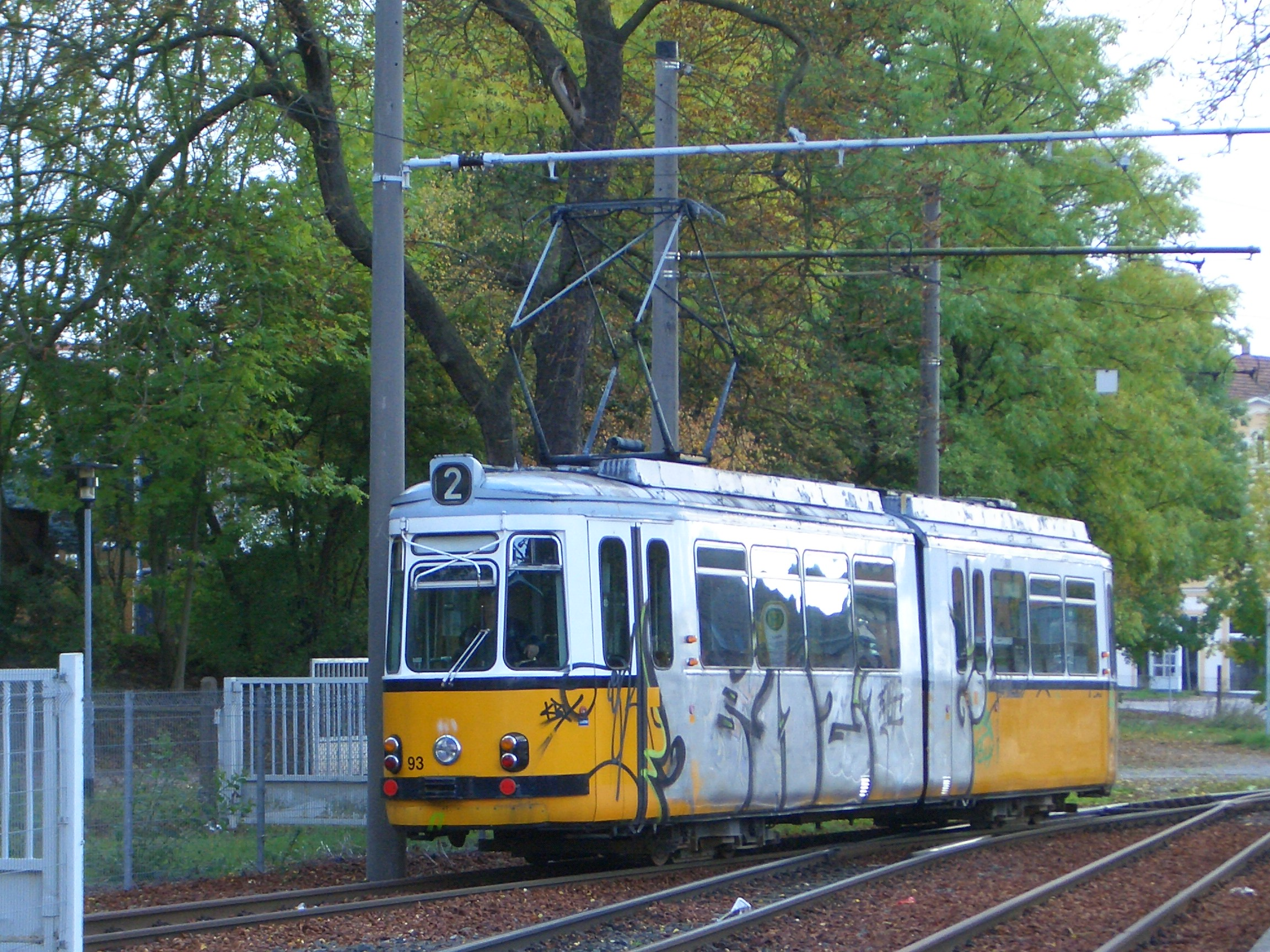
ノルトハウゼン市電に譲渡された車両（2014年撮影）
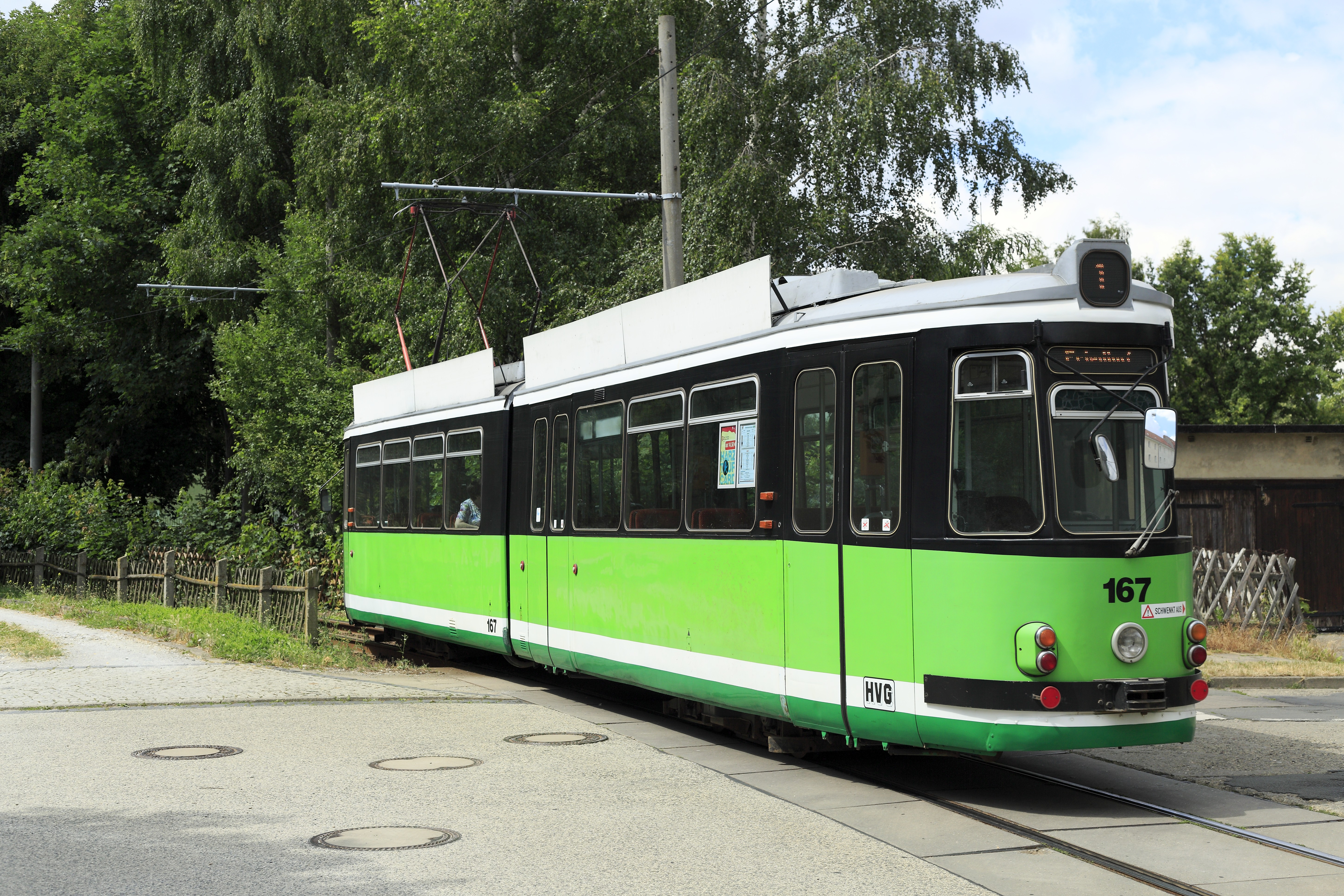
ハルバーシュタット市電に譲渡された車両（2018年撮影）

## 譲受車両
1980年代のフライブルク市電では路線の延伸が相次いだ事に加え、環境定期券の導入により利用客が激増した。だが、新型車両の納入に時間がかかる事から、フライブルク市電を運営するフライブルク交通は、GT4形と同じくエスリンゲン機械製造によって開発・生産されたシュトゥットガルト市電向けの同型車両（GT4形）を譲受し、輸送力の増強を図る事となった。これらの車両はフライブルク市電向けの新造車両とは異なり片運転台で、制御装置もフライブルク市電の車両と異なっていた。
1985年に8両、1988年に2両、合計10両（151 - 160）が譲渡され、最混雑路線であった1号線に投入された。シュトゥットガルト市電時代の塗装で営業運転に使用され、主に2両編成による連結運転が行われた。予定されていた新型車両の導入に伴う1990年の廃車後は解体された1両を除いた9両がドイツ・ハレのハレ市電へ再譲渡され、更に7両はルーマニア・ヤシのヤシ市電への再々譲渡が行われている。

## 同型車両
- シュトゥットガルト路面電車GT4形電車 - シュトゥットガルト市電（シュトゥットガルト）向け車両、片運転台[13][16]。
- ノインキルヒェン市電GT4形電車 - ノインキルヒェン市電（ノインキルヒェン）向け車両、両運転台[16][13]。
- ロイトリンゲン市電GT4形電車 - ロイトリンゲン市電（ドイツ語版）（ロイトリンゲン）向け車両、両運転台[16][13]。